# Station Łomża Skowronki
Station Łomża Skowronki was een halte van een smalspoorlijn in de Poolse plaats Łomża.